# Hildisrieden
Hildisrieden (schweizerdeutsch Höudisriede) ist eine politische Gemeinde im Wahlkreis Sursee des Kantons Luzern in der Schweiz.

## Geographie
Als Nachbardorf von Sempach befindet sich Hildisrieden oberhalb der Gedenkstätte zur Schlacht bei Sempach. Dadurch, dass Hildisrieden auf der Südabdachung der Hügelkette Erlosen erhöht liegt, sind die Voralpen mit dem Pilatus von vielen Stellen des Dorfes sichtbar.
Zu Hildisrieden gehört Hildisrieden-Dorf. Mit diesem zusammengewachsen sind die Weiler Breiti (südwestlich) und Mülacher (660 m ü. M.; südöstlich). Nördlich des Dorfs entspringt im Moos die (Seetaler-) Ron, die durch das Dorf fliesst. Drei weitere Weiler gehören zur Gemeinde: Gimmermee (622 m ü. M.; 600 m südsüdwestlich), Ohmelinge (656 m ü. M.; 1 km ostsüdöstlich) und Traselinge (680 m ü. M.; 1,5 km östlich). Daneben gibt es zahlreiche Gehöfte, die zur Gemeinde gehören. Der höchste Punkt der Gemeinde befindet sich auf einem Hügel mitten im Golfplatz auf 726 m ü. M., der tiefste liegt an der Grenze zu Rain bei Gundolinge (588 m ü. M.).
Es gibt nur kleinere Waldstücke. Der Danwald liegt südöstlich von Ohmelinge, der Traselingerwald nördlich von Traselinge, der Hildisriederwald grenzt nördlich ans Dorf, und das Meierholz befindet sich westlich von Gimmermee.
Vom Gemeindegebiet von 699 ha sind 67,5 % landwirtschaftliche Nutzfläche. Mit Wald und Gehölz bedeckt sind 11,7 %, und 20,5 % sind Siedlungsfläche (Stand 2015/16).
Hildisrieden grenzt an Beromünster, Neuenkirch, Rain, Römerswil und Sempach.

## Bevölkerung
| Bevölkerungsentwicklung | Bevölkerungsentwicklung |
| Jahr                    | Einwohner               |
| ----------------------- | ----------------------- |
| 1798                    | 560                     |
| 1816                    | 701                     |
| 1850                    | 666                     |
| 1860                    | 688                     |
| 1888                    | 527                     |
| 1941                    | 802                     |
| 1960                    | 732                     |
| 1980                    | 1216                    |
| 2000                    | 1675                    |
| 2004                    | 1794                    |
| 2009                    | 1869                    |
| 2010                    | 1907                    |
| 2013                    | 2012                    |

Die Bevölkerung wuchs von 1798 bis 1816 rasch an (+ 25,2 %). Daraufhin erfolgte ein leichter Bevölkerungsrückgang bis 1850. Von 1860 bis 1888 gab es dann eine grosse Abwanderungswelle in Richtung industrialisierte Gebiete (− 23,4 %). Von da bis zum Zweiten Weltkrieg wuchs die Einwohnerzahl unaufhörlich um mehr als die Hälfte (1888–1941: + 52,2 %). Danach trat ein letzter kleiner Bevölkerungsrückgang ein (1941–1960: − 8,7 %). Seither wächst die Zahl der Bewohner massiv (1960–2004: + 145,1 %). Die Lage auf einem Bergrücken und die Nähe zum nächsten Autobahnanschluss haben viele neue Zuwanderer gebracht.

### Sprache
Die Bevölkerung benutzt als Alltagssprache eine hochalemannische Mundart.

### Religionen – Konfessionen
Früher waren alle Bewohner Mitglied der römisch-katholischen Kirche. Heute (Stand 2000) sieht die religiöse Landschaft so aus: Es gibt 78,81 % römisch-katholische, 10,87 % evangelisch-reformierte und 0,54 % freikirchliche Christen. Daneben finden sich 5,19 % Konfessionslose und 1,55 % Muslime.

### Herkunft – Nationalität
Ende 2022 waren von den 2445 Einwohnern 2222 Schweizer und 223 (= 9,1 %) Ausländer. Die Einwohnerschaft bestand aus 90,9 % Schweizer Staatsbürgern. Ende 2022 stammten die ausländischen Einwohner aus Deutschland (85 Personen), Italien (20), dem Kosovo (14), Portugal (8), Spanien und Kroatien (je 7) und der Türkei (3). 61 Personen stammten aus dem übrigen Europa, und 18 waren aussereuropäischer Herkunft.

## Geschichte

Luftbild (1953)

Wie Gräber aus der La-Tène-Zeit beweisen, war die Gegend bereits früh besiedelt. Unter dem Namen Hiltegesrein erscheint es im ältesten Jahrzeitbuch des Chorherrenstifts Beromünster aus den Jahren 1077/1101. Die Gemeinde gehörte als Teil des Amts Rothenburg den Habsburgern. Diese verloren die Herrschaft über den Ort am 28. Dezember 1385, als die Soldaten der Stadt Luzern die Stadt und Festung Rothenburg abbrannten. Nominell erkannten die Habsburger die Oberherrschaft der Stadt Luzern erst am 16. Juli 1394 im sogenannten «Zwanzigjährigen Frieden» an. Die vollständige Kontrolle erlangte Luzern erst im Jahr 1415. Hildisrieden war übrigens damals keine eigenständige Gemeinde, sondern bildete zusammen mit Rain und Römerswil den Berghof. Alle diese Orte gehörten bis 1798 zur Landvogtei Rothenburg. Anschliessend war es Teil des helvetischen Distrikts Sempach, ehe es 1803 zum damals neu geschaffenen Amt Sursee kam. Durch Beschluss des Kantonsparlaments im Jahr 1836 wurde der Berghof aufgelöst. Daraus entstanden 1838 die Gemeinden Hildisrieden, Rain und Römerswil.

## Politik

### Gemeinderat
Der Gemeinderat Hildisrieden besteht aus fünf Mitgliedern und ist wie folgt aufgestellt (Stand Mai 2025):
- Monika Emmenegger (Mitte): Gemeindepräsidentin
- Gerda Jung (Mitte): Soziales
- Barbara Schuler (FDP): Bau
- Linda Kronenberg (FDP): Bildung
- Markus Estermann (Mitte): Finanzen

Gemeindeschreiber ist Alex Estermann.

### Kantonsratswahlen
Bei den Kantonsratswahlen 2023 des Kantons Luzern betrugen die Wähleranteile in Hildisrieden: Mitte (mit GenMitte) 41,66 %, SVP 23,50 %, FDP 18,39 %, glp 6,78 %, Grüne (mit JG und GrüneKuG) 5,22 % und SP (mit JUSO) 4,45 %.

### Nationalratswahlen
Bei den Schweizer Parlamentswahlen 2023 betrugen die Wähleranteile in Hildisrieden: Mitte 39,5 %, SVP 25,8 %, FDP 16,2 %, glp 6,2 %, SP 5,8 %, GPS 4,3 %, übrige 2,1 %.

## Wirtschaft
Ursprünglich war Hildisrieden eine Bauerngemeinde. Es gibt derzeit immer noch etwa 45 Bauernbetriebe in der Gemeinde, jedoch hat sich der Schwerpunkt der Beschäftigten im Dorf stark in Richtung Industrie und Dienstleistung verlagert.

## Kultur und Freizeit
Westlich des Dorfes liegt ein Golfplatz.

## Verkehr
Hildisrieden liegt an keiner Bahnlinie. Durch die Buslinie Luzern–Beromünster–Rickenbach LU ist die Gemeinde dennoch durch den Öffentlichen Verkehr erschlossen. Es gibt eine Postauto-Verbindung von Hochdorf nach Sempach Station, die über Sandblatte und Hildisrieden führt.
Das Dorf liegt am Kreuzungspunkt der Strassen Sempach-Hochdorf und Luzern-Beromünster. Der nächstgelegene Autobahnanschluss Sempach an der A2 ist 4 km entfernt.

## Persönlichkeiten
- Balthasar Estermann (1827–1868), römisch-katholischer Priester und Gründer einer religiösen Frauengemeinschaft, aus der das Kloster Melchtal entstand, geboren in Traselinge
- Armin Bachmann (* 1960), Schweizer Musiker (Posaune, Alphorn) und Hochschullehrer
- Paul Nussbaumer (1934–1990), Kunstmaler